# 파이크 플레이스 마켓

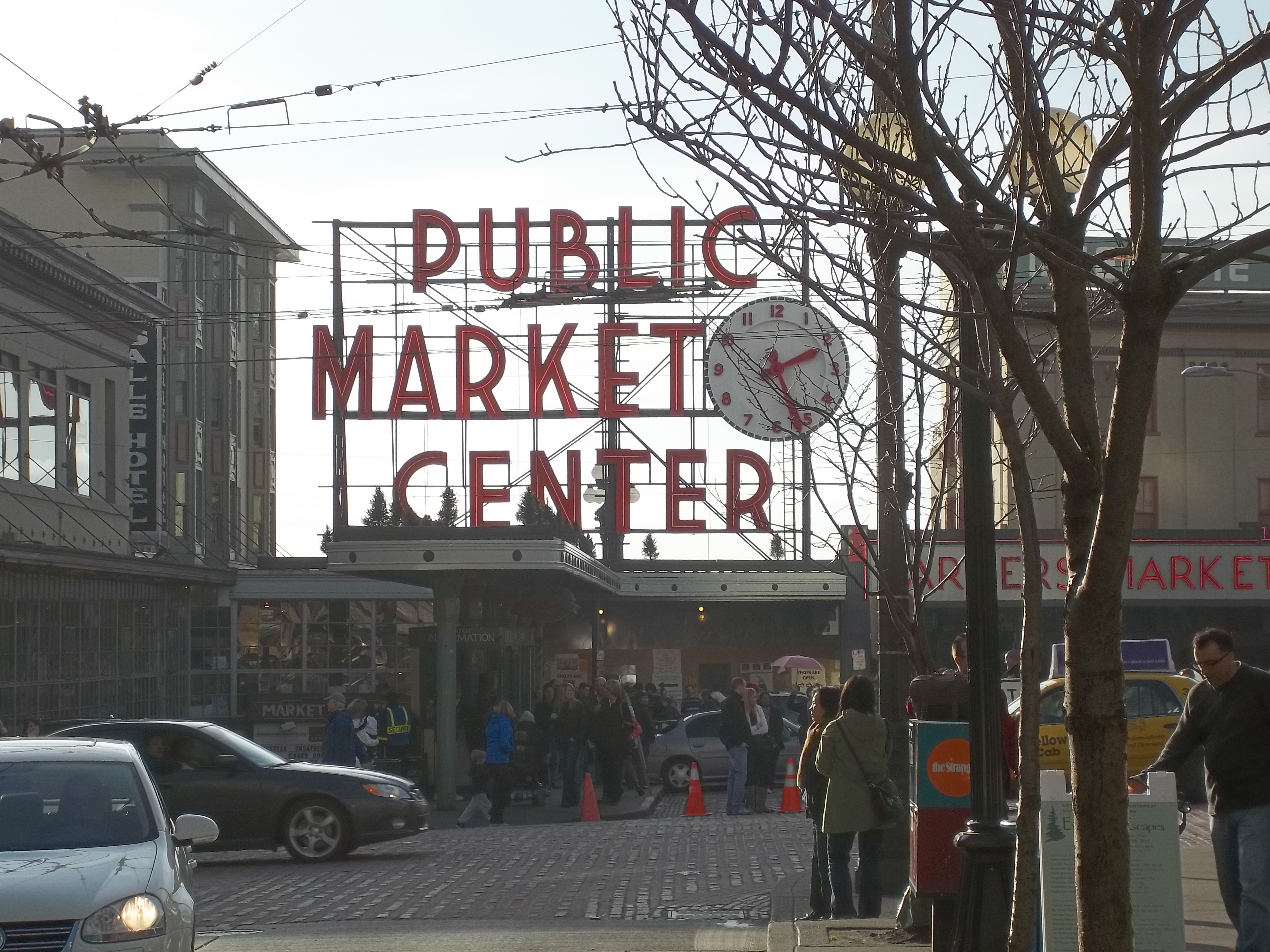
파이크 플레이스 마켓.

파이크 플레이스 마켓(Pike Place Market)은 미국 워싱턴주 시애틀에 위치한 공공 재래시장이다. 이 시장은 1907년 8월 17일에 개장하였으며 미국에서 가장 오래 운영을 지속해온 시장들 가운데 하나이다. 수많은 소규모 농부들, 공예인, 상인들을 위한 사업 장소이다. 중심 도로의 이름을 따서 지어진 파이크 플레이스(Pike Place)는 파이크 스트리트 북서쪽에서 버지니아 스트리트로 이어지며, 시애틀에서 가장 유명한 관광 지역 가운데 하나로 남아 있다.